# كأس سويسرا 2013–14
كأس سويسرا 2013–14 هو الموسم 89 من كأس سويسرا. أقيم خلال الفترة 14 أغسطس 2013 وحتى 21 أبريل 2014، وأشرف على تنظيمه اتحاد سويسرا لكرة القدم، وكان عدد الأندية المشاركة فيه 64، وفاز فيه نادي زيورخ.